# غازي الحداد
غازي ناصر الحداد (1 يناير 1961 - 23 يونيو 2021) شاعر وأديب بحريني، من سَكنة البلاد القديم في مملكة البحرين.

## تعليمه
غازي الحداد له من الشهادات:
- دبلوم آداب، جامعة البحرين
- بكالوريوس في التربية، جامعة البحرين
- ليسانس في الحقوق، جامعة بيروت

## أعماله
بَرزَ غازي الحداد في قَصائدٍ عديدة وكان من أبرزها: الأربعون حادثاً تُهيجيني، وشيعةَ الحُسين هذا على الطرح الرثائي الحزين على آل بيتِ النبوة، أما عن الطَرحِ السياسي فقد اشتهرَ بقصيدة لو كانَ لساني مَقطوعاً فقد كانت كالزلزالِ على أرضِ البلاد آنذاك لما تَحملهُ من شِعارات سياسية تُرهب الحكومة في ذلكَ الوقت وإلى هذا الوقت، ولهُ قصائدٌ نقديةٌ عده كانَ من أبرزها عَالمُ الإسلام والكثيرُ الكثيرْ مِنَ القصائد التي تتمحورُ حَولَ أفراح وأتراح أهلِ البيتِ.

## وفاته
تُوفي غازي الحداد بعد صراع طويل مع المرض بتاريخ 23 يونيو 2021.